# حادثة خليج سرت (1989)
| خصم1  =  الولايات المتحدة
| خصم2  =  ليبيا
| قائد2  =  معمر القذافي
| قائد1  =  رونالد ريغان
| قوة1   = 2 إف-14 توم كات
1 إي - 2 هوك آي
| قوة2   = 2 MiG-23s
| خسائر1 = none
| خسائر2 = 2 طياران في عداد المفقودين
2 MiG-23s destroyed
| صندوق_حملة = 
}}
في 4 كانون الثاني / يناير 1989، أسقطت اثنتان من مقاتلات غرومان إف -14 تومكات من البحرية الأمريكية طائرتي ميكويان-غوريفيتش ميغ-23 ليبيه ويعتقد الأمريكيون أنهما كانتا تحاولان الاشتراك كما حدث قبل ثماني سنوات في حادث خليج سدرة. في عام 1981. جرى الاشتباك فوق البحر الأبيض المتوسط على بعد حوالي 40 ميل (64 كـم) شمال طبرق، ليبيا.

## روابط خارجية
- Brief description of the incident
- January 16, 1989 Time Europe story, with details of the radio broadcasts and times.
- Air aces record
- VF-32 photo gallery
- Audio recording of the engagement
- Libyan Wars, 1980–89, Part 6 – Chemical Reaction, Tom Cooper.
- video footage of the incident